# Diplazium petiolare
Diplazium petiolare là một loài dương xỉ trong họ Athyriaceae. Loài này được C.Presl mô tả khoa học đầu tiên năm 1851.
Danh pháp khoa học của loài này chưa được làm sáng tỏ. 